# Euchaetomeropsis merolepis
Euchaetomeropsis merolepis är en kräftdjursart som först beskrevs av Illig 1908.  Euchaetomeropsis merolepis ingår i släktet Euchaetomeropsis och familjen Mysidae. Inga underarter finns listade i Catalogue of Life.